# Golden Ears Provincial Park
Der Golden Ears Provincial Park ist ein 62.540 Hektar großer Provincial Park in der kanadischen Provinz British Columbia. Der Park liegt 60 Kilometer östlich von Vancouver. Er liegt in den Coast Mountains, nördlich des Fraser River. Der Park ist von Vancouver aus auf dem Highway 7 (Lougheed Highway) gut zu erreichen, den man in Maple Ridge verlassen muss.
Mit 1.012.471 Besuchern (Personentagen) in der Saison 2023/2024, die von April bis März geht, ist er einer von nur vier Park der Provinz der mehr als eine Million Besucher haben. Mehr Besucher als er haben nur der Cypress Provincial Park (1,985,865 Besucher), der E.C. Manning Provincial Park (1.186.973 Besucher) und der Rathtrevor Beach Provincial Park (1.095.681 Besucher). Hinsichtlich er Anzahl an Übernachtungstagen (203.726) hat er jedoch, vor dem Rathtrevor Beach Provincial Park (143.502), deutlich die meisten aller Parks in der Provinz.

## Anlage
Der Park ist einer der größten Provincial Parks in British Columbia. Nach Westen grenzt der Park an den Pitt Lake und westlich von diesem an den Pinecone Burke Provincial Park. Obwohl in seiner Nähe sehr viele Menschen leben, liegt etwas abseits der bewohnten Gebiete. Erst nachdem man etwa 10 Kilometer an den letzten Häusern vorbeigefahren ist, erreicht man den eigentlichen Parkeingang. Auf dieser Strecke gibt es jedoch schon verschiedene Gelegenheiten zum Parken, um anschließend zu Reiten oder zu Wandern.

Bei dem Park handelt es sich um ein Schutzgebiet der Kategorie II (Nationalpark).
Der Park wurde nach den Zwillingsspitzen der Berggruppe Golden Ears benannt.

## Geschichte
Der Park entstand im Jahr 1967 durch Abspaltung vom Garibaldi Provincial Park. Die Abspaltung erfolgte, weil die beiden Parks durch einen nahezu unüberwindlichen Gebirgsrücken getrennt werden. Lange bevor die Gegend jedoch Teil eines Parks wurde, war der See und seine bewaldeten Umgebung das traditionelle Jagd- und Fischerei-Gebiet verschiedener Stämme der Binnen-Salish bzw. Küsten-Salish der First Nations. In den 1920er Jahren fanden in dem Gebiet noch sehr große Holzfällaktion statt. Diese wurde 1931 nach einem katastrophalen Feuer beendet, welches die Basis der Holzfäller vollkommen zerstörte. Auf einem der Campingplätze (Alouette Campground) können jedoch noch immer gemauerte Fundamente der damaligen Basis gefunden werden.

## Flora und Fauna
Die Flora und Fauna entspricht weitestgehend der im Garibaldi Provincial Park.
Innerhalb des Ökosystems von British Columbia wird das Parkgebiet drei verschiedenen Zonen zugeordnet, der Mountain Hemlock Zone, der Coastal Western Hemlock Zone (mit der Dry Maritime Subzone) und der Coastal Mountain-Heather Alpine Zone. Diese biogeoklimatischen Zonen zeichnen sich durch das gleiche bzw. ein ähnliches Klima und gleiche oder ähnliche biologische sowie geologische Voraussetzungen aus. Daraus resultiert in der jeweiligen Zonen dann ein sehr ähnlicher Bestand an Pflanzen und Tieren.
Hier wächst neben der Douglasie, der Purpur-Tanne, der Küsten-Kiefer und der Nootka-Scheinzypresse hauptsächlich die Westamerikanische Hemlocktanne (im englischen Sprachraum Coastal Western Hemlock genannt). Neben diesen Nadelhölzern finden sich auch noch Rot-Erle und Weinblatt-Ahorn im Park. Die Bäume sind teilweise mit epiphytische Flechten und Moose überzogen. Der Wald hat auch hier einen Unterwuchs aus Farnen, z. B. aus der Gattung der Wurmfarne, Seggen und Heidekrautgewächsen. Den in weiten Teilen der Provinz verbreiteten Pazifischen Blüten-Hartriegel, die Wappenpflanze von British Columbia, findet man hier ebenfalls.
Da die Gegend des abgelegeneren Teil des Parks nur dünn bzw. gar nicht besiedelt ist, finden sich hier auch Schwarzbären, Grizzlybären, Wölfe, Pumas, Rotluchse, Wapitis und Maultierhirsche. Zu den kleineren Säugern und Räubern im Park gehören beispielsweise der Echte Marder, der Schneeschuhhase, das Eisgraue Murmeltier, das Douglas-Hörnchen, Rotzahnspitzmäuse oder verschiedene Streifenhörnchen. An Amphibien und Reptilien finden sich u. a. der Küsten-Schwanzfrosch, Rana aurora („Northern red-legged frog“) aus der Gattung der Echten Frösche und die Östliche Zierschildkröte. Die Parkverwaltung beziffert die Anzahl der hier vorkommenden Vogelarten auf 140. Dazu gehören unter anderem der Eistaucher (im englischen Sprachraum „Loon“ genannt), der Bindentaucher, der Habicht und der Weißkopfseeadler. Ebenfalls finden sich hier Kanadareiher und Grünreiher. In den Seen und Bächen finden sich Rotlachs, Buckellachs und Königslachs sowie die Regenbogenforelle, als anadromer Wanderfisch (im englischen Sprachraum „Steelhead“ genannt), und die Cutthroatforelle.

## Aktivitäten

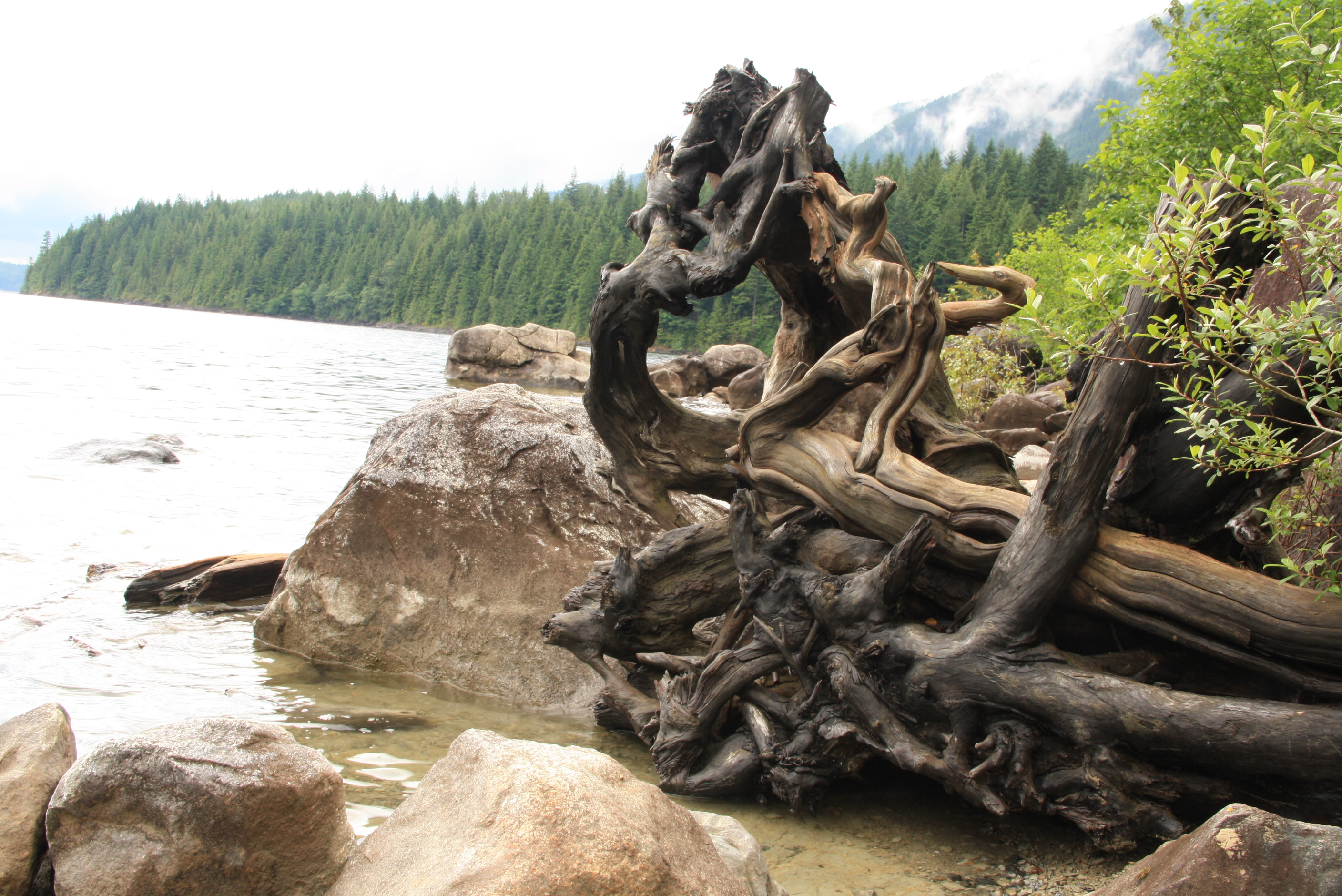
Alouette Lake im Park

Als einer der größten Parks in der Provinz und auf Grund seiner Nähe zur Metropolregion Vancouver wird der Park für seine Erholungsgelegenheiten geschätzt. Das umfassende System von Wegen innerhalb des Parks bietet eine ausgezeichnete Gelegenheit für das Wandern und Reiten. Der Alouette Lake ist sehr beliebt für das Schwimmen, das Windsurfen, das Wasserskilaufen, das Kanufahren, das Bootfahren und das Angeln.
Der Park hat auf seinen drei Campingplätzen Alouette, Gold Creek und North Beach insgesamt 409 Stellplätze für Wohnmobile und Zelte. Er verfügt dabei über zahlreiche Sanitäranlagen mit Duschen.

## Trivia
Der Park diente in verschiedenen Filmen als Kulisse
- Rambo mit Sylvester Stallone
- Twilight – Bis(s) zum Morgengrauen mit Kristen Stewart und Robert Pattinson
- Diebe im Olymp mit Logan Lerman
- Planet der Affen: Revolution mit Jason Clarke